# Isothecium compressum
Isothecium compressum là một loài rêu trong họ Brachytheciaceae. Loài này được Hedw. Hampe mô tả khoa học đầu tiên năm 1848.